# Enargite
L'enargite è un minerale usato per l'estrazione del rame e dell'arsenico.
Fu trovato per la prima volta a Morococha, nella provincia di Yauli in Perù, nel 1850 da August Breithaupt, che lo chiamò con la parola greca έναργής (enarghés "distinto"), con riferimento al suo clivaggio perfetto.

## Abito cristallino
Massivo, prismatico.

## Origine e giacitura
La genesi è idrotermale di media temperatura Il minerale si trova in miniere di rame associata vari minerali, tra cui: covellite, pirite, tennantite e orpimento.

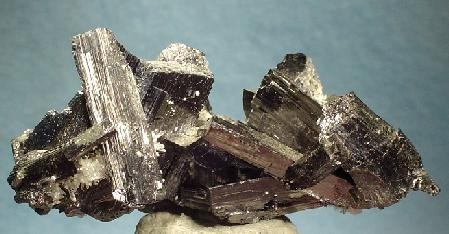
Cristalli di enargite

## Forma in cui si presenta in natura
In cristalli tozzi spesso striati con terminazione piatta. Alcune volte si hanno dei cristalli geminati multipli che imitano la simmetria esagonale.
Raramente in cristalli tabulari o allungati e striati verticalmente; più frequentemente in aggregati neri o grigio ferro o in masse granulari.

## Caratteristiche chimico-fisiche
Solubile in acqua regia.
Peso molecolare: 393,82 grammomolecole.
Indice fermioni: 0,0034426672
Indice bosoni: 0,9985573328
Indici fotoelettricità:
- PE = 36,75 barn/elettroni
- ρ = 153,51 barn/elettroni

GRapi = 0 (non radioattiva)

## Località di ritrovamento
- In Europa: presso Brixlegg (Austria); Bor, presso Zaječar (Serbia); Calabona presso Alghero.[2]
- Nelle Americhe: Morococha, Quirivilca, Cerro de Pasco (Perù); Coquimbo, Atacama (Cile); Sierra de Famatina presso La Rioja (Argentina); Bingham nello Utah e Butte nel Montana (USA).[2]